# Öselponny
Öselponny (estniska: Saaremaa poni) är en ponnyras som kommer från ön Ösel i Estland, men har sitt ursprung i den svenska ölandshästen. Färgerna varierar kraftigt. Den kan bland annat vara gulbrun med svart man och svans. Idag räknas Öselponnyn som en variant av den inhemska estniska hästen som enbart föds upp på Ösel. 

## Egenskaper
Öselponnyn är en kraftig och rätt stor ponny med en genomsnittlig mankhöjd på 145-148 cm. Hästarna är främst bruna, svarta eller isabell men kan även vara gulbruna och skimmel. Öselponnyerna används främst som ridponnyer för barn och ungdomar då de är lugna och lätthanterliga.  